# Insura
Az Insura Magyarország egyik vezető független biztosításközvetítője, amely a biztosítási termékek online értékesítése mellett kiterjedt alkusz és járműkereskedő partnerekből álló értékesítési hálózattal rendelkezik. Az 1994-ben alakult, azóta is magyar tulajdonú cég lakossági és vállalati ügyfeleket egyaránt kiszolgál, fő profilja a különböző non-life biztosítási termékek, azon belül is elsősorban gépjármű-biztosítások, lakásbiztosítások és utasbiztosítások értékesítése. 

## Cégtörténet
A céget 1994-ben alapították Lombard Biztosításközvetítő Kft. néven azzal a céllal, hogy átfogó megoldást kínáljanak a lendületesen fejlődő gépjármű-lízingpiac számára, és felépítsenek egy ezt kiszolgáló, országos értékesítési hálózatot. 2001-től Praeventio Biztosítási Alkusz Kft. néven folytatta tevékenységét, és főként lízingcégek, autókereskedők, valamint alkuszok szolgáltatójaként működött. Ezzel egy időben megkezdődött az üzleti folyamatok jelentős, IT-fókuszú fejlesztése.
2005-ben a pba.hu brand alatt elindult az online értékesítés, amelyet 2013-ban egy nagyobb átszervezés követett. A teljes szervezeti átalakítás magába foglalta a vezetőváltást és a menedzsment létrehozását, valamint a tevékenység átszervezését is: a lízingcég-fókuszú szolgáltatói tevékenység helyébe kiegyensúlyozott, többcsatornás értékesítési struktúra lépett. Ekkor jöttek létre a máig működő kereskedői, alkusz, online és telesales üzletágak is.
2017-ben újabb mérföldkőhöz érkezett a márka: megszületett a PBA Insura Zrt. és az Insura.hu. Az online és digitális fókuszú fejlesztések célja az online értékesítés növelése mellett az offline üzleti folyamatok hatékonyságának fokozása volt.
2022-ben létrejött a társaság vállalati üzletága, és megkezdődött az online értékesítés intenzív fejlesztése.  

## Tevékenység
A PBA Insura Zrt. független biztosításközvetítőként non-life biztosítási termékeket értékesít lakossági ügyfelek, valamint kis- és középvállalkozások részére. A cég tevékenysége többcsatornás üzleti modellre épül, a nagy tömegű online ügyfélszerzés mellett kiterjedt alkuszi és kereskedői partnerhálózattal rendelkezik.

## Árgarancia
Biztosításközvetítői tevékenysége részeként az Insura 100%-os árgaranciát vállal a kalkulátorán keresztül megkötött kötelező gépjármű-felelősségbiztosítási szerződésekre. Az árgarancia kereteiben a vállalat garantálja, hogy a weboldalán megjelenített és a biztosítók által meghirdetett tarifák megegyeznek, amennyiben ebben az ügyfél eltérést talál, a különbözetet visszakapja.

## Közvetített termékek
- Kötelező gépjármű-felelősségbiztosítás
- CASCO biztosítás
- Kiegészítő gépjármű biztosítások
- Lakásbiztosítás
- Utasbiztosítás és gépjármű asszisztencia
- Flotta biztosítások (KGFB, CASCO)
- Vállalati vagyon- és felelősségbiztosítás
- Szakmai felelősségbiztosítás
- Elektromos berendezés- és géptörésbiztosítás
- Építés- és szerelésbiztosítás
- Szállítmányozói felelősségbiztosítás
- Csoportos élet, egészség- és balesetbiztosítás
- Szolgáltatásfinanszírozói egészségbiztosítás
- Kezesi- és jogvédelem biztosítás

## Az Insura szerepe a biztosításközvetítői piacon
Az Insura árbevétel alapján Magyarország egyik vezető független non-life biztosításközvetítője. A cég 300 ezer ügyféllel, valamint közel 700 MNB-regisztrált értékesítővel rendelkezik, melyből kb. 500 autókereskedő és kb. 200 alkusz alvállalkozó.
A cég operatív igazgatója, Baksa Melinda 2018 óta tölt be elnöki tisztséget a Független Biztosítási Alkuszok Magyarországi Szövetségében (FBAMSZ), jelenleg a szövetség oktatási szekciójáért felelős elnökségi tagja, több munkacsoportjának résztvevője.

## Vállalati üzletág
Az Insura 2022-ben alakult vállalati üzletága átfogó biztosításközvetítői segítséget nyújt vállalati ügyfeleinek. A kockázati felmérés és a meglévő szerződések felülvizsgálata mellett az Insura az évfordulók figyelésével és a biztosítók versenyeztetésével támogatja a vállalkozásokat az optimális biztosítási védelem elérésében és megtartásában, valamint a flottásításban is aktív segítséget nyújt. 

## Bevételi adatok, tulajdonosi háttér
Az Insura a kezdetektől magyar magánszemélyek kezében van: jelenleg három magyar magánszemély a tulajdonos, akik közül ketten a cég alapításában is részt vettek. A társaság 2023-ban 62 munkavállalót foglalkoztatott, székhelye Győrben, másik telephelye pedig Budaörsön található.

#### Árbevétel év szerint (ezer Ft)
| 2016      | 2017      | 2018      | 2019      | 2020      | 2021      | 2022      | 2023      |
| --------- | --------- | --------- | --------- | --------- | --------- | --------- | --------- |
| 1 409 477 | 1 646 093 | 1 903 980 | 2 173 103 | 2 312 055 | 2 493 051 | 2 660 640 | 2 830 779 |

## Menedzsment
- Dr. Kozma Gábor[3] – vezérigazgató
- Baksa Melinda[4] – operatív igazgató
- Galántai Zsolt – értékesítési igazgató
- Molnár Dóra – gazdasági igazgató
- Túri Nikolett – marketing igazgató